# 吉村哲三
吉村 哲三（よしむら てつぞう、1887年（明治20年）3月10日 - 1967年（昭和42年）3月1日）は、日本の内務官僚、実業家。政友会系官選県知事、鳥取市長、鳥取銀行頭取。

## 経歴
現在の鳥取市立川町出身。第一高等学校を卒業。1911年、東京帝国大学法科大学政治学科を卒業。日本銀行に入るが三カ月で退職。1912年11月、文官高等試験行政科試験に合格。1913年、内務省に入省し東京府属となる。
以後、鳥取県八頭郡長、宮城県理事官、内務事務官・大臣官房都市計画課勤務、同都市計課長兼鉄道書記官、兼土木局河川課長などを歴任し、1924年、大阪府書記官・内務部長に就任。
1927年11月、青森県知事に就任。老朽化した県会議事堂の建築に着手。県内の政友会の内紛の調停を行うが最終的に分裂し、これにより1929年1月、佐賀県知事に転任した。佐賀県では警察官の大異動を実施し、これに反対する民政党支部が県庁に押し掛ける騒動が起こった。同年9月、復興局経理部長に転じたが、1930年4月に復興局が廃止され退官した。1943年から1946年まで鳥取市長を務めた。その後、公職追放となる。
1949年10月、鳥取銀行頭取に就任し、1951年、同行相談役となる。

## 栄典
- 1930年（昭和5年）12月5日 - 帝都復興記念章[5]